# Out to Win
Out to Win es una película muda británica de 1923, dirigida por Denison Clift y basada en una obra teatral homónima firmada por Dion Clayton Calthrop y Roland Pertwee.

## Elenco
- Catherine Calvert:  Auriole Craven
- Clive Brook:  Barraclough / Altar
- Irene Norman:  Isobel
- Cameron Carr:  Harrison Smith
- A.B. Imeson:  Ezra Phipps
- Ivo Dawson:  Lawrence
- Olaf Hytten:  Cumberston
- Norman Page:  Van Diet
- Robert English:  Lord Altmont Frayne
- Ernest A. Douglas:  Hilbert Torrington
- James McWilliams:  Doran
- Daisy Campbell:  Mrs. Barraclough
- Ernest A. Dagnall:  Sydney

## Otros créditos
- Sistema de color: Blanco y negro
- Sonido: Muda